# ماهانی تیو
ماهانی تیو (انگلیسی: Mahani Teave؛ زادهٔ ۱۴ فوریهٔ ۱۹۸۳) نوازنده پیانو اهل شیلی است.